# Johann August Ephraim Goeze
Johann August Ephraim Goeze (28 de mayo de 1731 - 27 de junio de 1793) fue un zoólogo alemán de Aschersleben.

## Biografía
Fue el hijo de Johann Heinrich y de Catherine Margarete (de soltera Kirchhoff). Estudió teología en la Universidad de Halle. Se casó con Leopoldine Maria Keller en 1770, con quien tuvo cuatro hijos. En 1751, se convirtió en pastor en Aschersleben, en Quedlinburg, y más tarde en la Iglesia de San Blasius en Quedlinburg en 1762, y finalmente fue el primer diácono del seminario de Quedlinburg en 1787. Murió en Quedlinburg.

## Obra
En su faceta científica trabajó con invertebrados acuáticos, particularmente con insectos y gusanos, siendo el primero en observar en el microscopio y describir a los tardígrados en 1773, a los que llamó Kleine Wasser-Bären, que en alemán significa «ositos de agua».
En 1784, Goeze percibió las similitudes entre las cabezas de las tenias encontradas en el tracto intestinal humano y las cabezas invaginadas de Cysticercus cellulosae en cerdos.

## Trabajos publicados
- Sr. Karl capos tratados de la Insektologie . Hall: Bey JJ La viuda de Gebauer y Juan. Jac. Gebauer, 1773. doi:10.5962/bhl.title.47534
- Observaciones y reflexiones sobre el vermeynte Siebbiene . 1774 doi:10.5962/bhl.title.65379
- D. Phillip tratados Fermins del sapo de Surinam o Pipa . Braunschweig 1776 doi:10.5962/bhl.title.51890
- Entomológica Beyträge a los caballeros Linneo duodécima edición del Sistema de la naturaleza . Leipzig: Weidmann [entre otros], 1777-1783. doi:10.5962/bhl.title.45974
- Carl de Geer: Ensayos sobre la historia de los insectos . Traducido del francés y editado con notas. por Johann August Ephraim Goeze. Leipzig: J. C. Müller, 1776-1783, doi 10.3931/e-rara-22941.
- Ensayo de una historia natural de los gusanos intestinales del cuerpo de un animal . Blankenburg: Pape, 1782 (Digitalisat en línea en la Biblioteca Estatal de Baviera, PDF, 145 MB).
- Descubrimiento reciente de que los finlandeses en la carne de cerdo sin enfermedad glandular pero cierto gusanos vejiga son . Hall: J. G. Heller, 1784a
- Allerley Útil de la naturaleza y la vida ordinaria para todo tipo de lectores [...]. Las primeras bandas . Leipzig, herederos de Bey Weidmann y pobres. 1785. [S. 49-55, la historia buzos se lleva a cabo dentro de la sección "¿Qué tienen que hacer las personas por el dinero poder?" (P 48-55)] (ver Los buzos)
- Historia de algunos, personas, animales, economía y Gärtneren insectos dañinos . Leipzig 1787 doi:10.5962/bhl.title.65808
- Descripción de un cómodo y Studir- lámpara ahorro . Leipzig: En la librería de Graff, 1791a
- De Cornelius: temen un libro de lectura para todo tipo multitud que Dios y harán grave . Leipzig: Weidmann, 1792a
- Pasatiempo y la educación para los niños en sus primeros años de vida: en cuentos . 2 vols Leipzig. Weidmann, 1783 ([. http://www.deutschestextarchiv.de/goetze_zeitvertreib01_1783 Bd 1], [. http://www.deutschestextarchiv.de/goetze_zeitvertreib02_1783 Vol 2], . Edición Leipzig: Weidmann, 1793
- Colectores de la naturaleza y la vida humana . Altona: Pinckvoß de 1794
- Las enseñanzas sobre sin fines de lucro cosas naturales y vida para todo tipo de lectores.  Un apéndice de la obra: la naturaleza, la vida y la providencia. Weidmann, Leipzig, 1794.
- De la naturaleza, la vida y la providencia para todo tipo de lectores . Nueva edición. Leipzig: Weidmann, 1796a
- En primer addendum a la historia natural de los gusanos intestinales.  Leipzig, 1800.
- Fauna europea y la historia natural de los animales europeos en cuentos e historias agradables para todo tipo de lectores, especialmente para los jóvenes . Leipzig: Weidmannischen librería, 1791-1803